# 伯恩 (印地安納州)
伯恩（英語：Berne）是一個位於美國印地安納州亞當斯縣的城市。

## 地理
伯恩的座標為40°39′29″N 84°57′15″W / 40.65806°N 84.95417°W，而該地的平均海拔高度為257米（即843英尺）。

## 人口
根據2010年美國人口普查的數據，伯恩的面積為5.38平方千米，當中陸地面積為5.38平方千米，而水域面積為0.00平方千米。當地共有人口3,999人，而人口密度為每平方千米743.31人。